# Lengyel Félix
Lengyel Félix (Pest, 1731. április 26. – Nagykároly, 1793. szeptember 5.) piarista áldozópap és tanár.

## Élete
Középiskoláit 1748-ban végezte és október 15-én a rendbe lépett; 1751–52-ben Nagykárolyban az alsó osztályokban tanított, 1753–54-ben Kecskeméten bölcseletet tanult, 1755–56-ban Medgyesen középosztályok tanára, 1757–58-ban Debrecenben teológiát tanult. 1759. június 10-én Kalocsán miséspappá szenteltetett fel. Gimnáziumi tanár volt: 1759–61-ben Szegeden, 1761–63-ban Pesten, egyszersmind hitszónok; 1763–64-ben Bécsben architektúrát tanult; 1765–66-ban Szencen az architektúra tanára, 1766–68-ban Pesten bölcselet és matézis tanára, 1768–71-ben Kalocsán vicerektor és teológiai tanár, 1771–75-ben ugyanott rektor, 1775–82-ben házfőnök és plébános Besztercén, 1782–1785-ben rektor Szentannán, 1785–88-ban Besztercén házfőnök és plébános, 1789–1791-ben Nagykárolyban iskolák igazgatója, ahol 1792-ben nyugalomba vonult.

## Munkája
- Trauer- und Lobrede auf Maria Theresia ... da die traurige Gedächtniss über den Hintritt Ihrer Majestät bey den geheiligten Altären zu Bistritz in Siebenbürgen, von der röm.-cathol. Gemeinde ... gehalten wurde. Bisztricz (1781)

Horányi még egy munkáját könyvészeti leírás nélkül említi: «Edidit Parnegyrim de laudibus Josephi Calasanti. M. Karolini, 1869» (a munkát Szinnyei nem ismeri)